# 江市站
江市站是位于湖南洪江市江市镇的一个铁路车站，邮政编码418115。车站建于1978年，有焦柳铁路经过该站，现仅有小慢车停靠。车站距离月山站1260公里，隶属广铁集团，是四等站。